# 特罗佩阿主教座堂

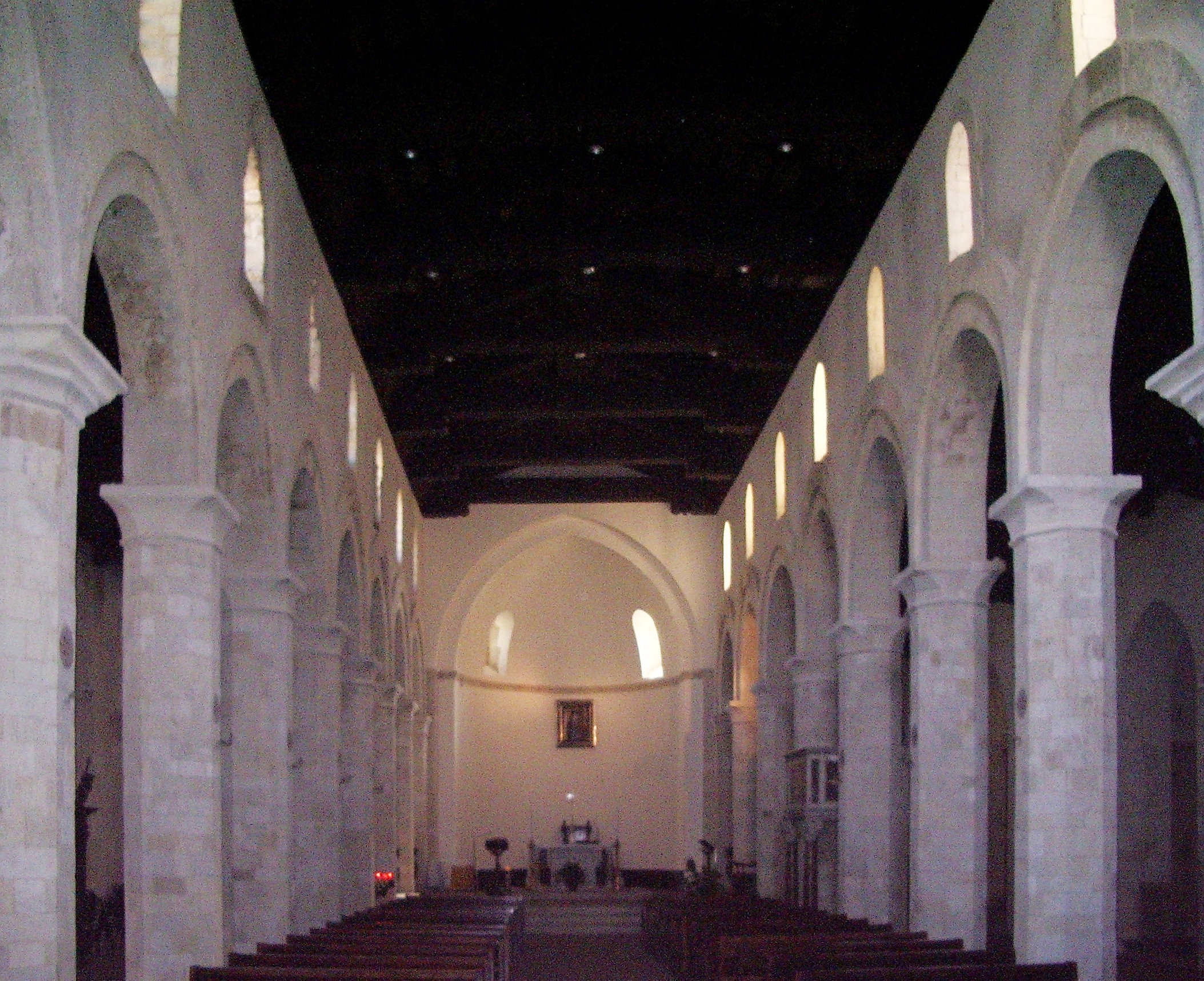
内部

特罗佩阿罗马尼亚圣母主教座堂（義大利語：Cattedrale di Maria Santissima di Romania)位于意大利卡拉布里亚大区的特罗佩阿，为天主教米萊托-尼科泰拉-特罗佩阿教區的副主教座堂。

## 历史和艺术
该堂建于十二世纪，为诺曼风格，完全使用黄色凝灰岩和熔岩建造。在十七世纪，该建筑改建为巴洛克风格，延伸了12米。该堂曾多次遭地震破坏，并多次加以修复。。
堂内供奉该市的主保圣人罗马尼亚圣母像，其历史可追溯至1230年左右，是乔托学生的作品，创作于东方。